# 人工降雨
人工降雨、人工增雨或人造雨（英語：rainmaking或cloud seeding），是指在天上有雲的情况下，通过人工手段催化降雨。一般是通过降低云层中的温度，使云中小水滴凝聚形成大水滴，从而達成降雨目的。1891年，路易斯·加斯曼（Louis Gathmann）提议可以将液态二氧化碳射入雨云中，使它们下雨，这被认为是人工降雨技术的起源。但直到1946年，首次真正意义上的人造雨实验才真正展开。
人工降雨的成效目前尚不清楚。虽然大中华地区的气象局认为人工降雨有效并经常实行，但是国际学界一般认为此方面成效仍需进一步证实。

## 原理
人工增雨的原理，主要是借催化劑改變雲滴的性質、大小和分布的狀況，製造雲滴長大的條件，使其按照自然過程而形成降雨。催化劑是用高射炮把炮彈打到高空爆炸，而這些炮彈的彈頭是使用經過改裝的非金屬外殼。
在對流層裡，大氣溫度隨高度增加而下降，因此形成雲所在的高度越高則溫度愈低，高度愈低則溫度越高。雲的溫度高於0℃時稱為暖雲，低於0℃時稱為冷雲。在暖雲裡，小水滴經由碰撞與合併過程，變成大水滴，終至克服雲內浮力而掉離雲底，成為地面上的降雨。同樣的，在冷雲中，冰晶成長至能克服雲內浮力時而掉離雲底，在降落過程中經過100米高度時，融解為水滴，亦成為地面上降雨。當雲內水滴太小或缺乏冰晶而無法降雨時，利用人工方法去產生冰晶或使小水滴長大，促使其產生降雨現象，稱為人工增雨。暖雲造雨方法很多，如在雲中噴灑水滴、吸濕性藥粉與液體（氯化鈉）等，透過碰撞與合併過程使水滴成長，終至降落成雨。冷雲造雨方法亦多，但最常使用乾冰或碘化銀：此主要乃因為乾冰溫度為-78℃，在缺乏冰晶的冷雲內，撒播乾冰使其溫度驟降，因而不必藉助冰晶核的情況下，將過冷水滴轉變成冰晶，透過冰晶成長過程終至成雨；碘化銀為非常有效的冰晶核，在冷雲內缺乏冰晶的情況下加入碘化銀充當冰晶核，可促使-5℃以下的水滴凝固為冰晶，再藉由水滴與冰晶共存時的冰晶成長過程而形成降雨。

## 實施方式
人工增雨論基礎為在雲中撒播人工之雲種，使降雨機會及降雨量增加。所以應選擇適當之氣象條件，撒播人造冰晶核至雲中，加強結核效率，促使降雨發生，一般可分為地面造雨與空中造雨兩種方法：
1. 地面造雨法：利用地面造雨器燃燒碘化銀溶液，使碘化銀煙粒隨熱氣飄升達高空以充當冰晶核。當碘化銀煙粒上達雲內過冷水滴層，可使過冷水滴凝固為冰晶，經由冰晶成長過程，終至掉落成雨。
2. 空中造雨法：利用飛機在雲中撒播碘化銀或乾冰雲種，由於撒播之雲種可精確被送達足夠低溫之雲中，故一般造雨效果比地面造雨法為佳[3]。

## 成效
根據氣象研究人員多年來各種人造雨試驗累積經驗評估顯示，經由長期規劃實施地面燃燒碘化銀溶液之人造雨方式，平均約可增加10%降雨；若使用空中造雨方式，於適當的對流性雷雨胞內撒播碘化銀，平均約可增加20%降雨。然而人造雨之成效，仍受各地區氣象條件、執行技術及行政配合等綜合因素影響，而呈現某些不確定性。

## 人工增雨剂
人工增雨剂是一些用来人工降雨的化学物质。包括碘化银、碘化亚铜、干冰、盐水。

### 类别
按作用机理的不同，人工降雨剂被分为三个类别。
1. 通过吸收云层中的水分使其形成较大的水滴，例如盐水。
2. 通过冷却云层，最终导致水氣凝结成水滴。例如干冰。
3. 成核剂，例如碘化银。

## 用途
- 扑灭火灾、陰霾
- 缓解旱情
- 增加水庫儲水量
- 減少水供应缺少的危机